# Rezerwat przyrody Studnica
Rezerwat przyrody Studnica – leśny rezerwat przyrody położony w gminie Rychtal, powiecie kępińskim (województwo wielkopolskie).
Powierzchnia: 5,78 ha.
Został on utworzony 14 września 1962 roku celem ochrony i zachowania fragmentu lasu mieszanego z udziałem świerka. 
Drzewa świerkowe osiągają wysokość 40 m i średnicę ponad 100 cm. W rezerwacie znajdują się także stare okazy świerka, sosny, dębu, grabu, brzozy. Występuje też jodła, buk, modrzew i osika. Świerk odnawia się w rezerwacie samosiewem. 
Rośliny objęte ochroną
- ścisłą:
  - widłak jałowcowaty (Lycopodium annotinum)
- częściową:
  - kruszyna pospolita (Frangula alnus)
  - porzeczka czarna (Ribes nigrum)
  - kalina koralowa (Viburnum opulus)

W runie występuje: przetacznik leśny, jastrzębiec, porzeczka czarna, zachyłka trójkątna i zachyłka oszczepowata, czartawa drobna, przytulia wiosenna, borówka czarna i widłak jałowcowaty. W pobliskich lasach żyje wiele zwierząt między innymi: sarny, daniele, jelenie, dziki, zające, lisy, kuny leśne i domowe, żbiki, jeże, wiewiórki, borsuki oraz kuropatwy. Rozmieszczenie tych zwierząt jest nierównomierne. Ważnym działem leśnictwa jest łowiectwo. Czynnikami, które wyznaczają potencjał hodowlanej zwierzyny grubej w lasach, jest zasobność pokarmowa siedlisk leśnych oraz możliwość osłony i swobodnego poruszania się w dużych i zwartych kompleksach leśnych. Stawy i otaczające je mokradła w Wielkim Buczku stanowią ostoję dla ptactwa wodnego: kaczka cyranka, cyraneczka, łyska, kaczka krzyżówka.

## Podstawy prawne
- Zarządzenie Ministra Leśnictwa i Przemysłu Drzewnego z dnia 14 września 1962 r. w sprawie uznania za rezerwat przyrody (M. P. z 1962 r. Nr 85, poz. 400)
- Obwieszczenie Woj. Wielkopolskiego z dnia 4 października 2001 r. w sprawie ogłoszenia wykazu rezerwatów przyrody utworzonych do dnia 31 grudnia 1998 r. (Dz. Urz. Woj. Wielkopolskiego Nr 123, poz. 2401)
- Zarządzenie Nr 12/11 Regionalnego Dyrektora Ochrony Środowiska w Poznaniu z dnia 8 marca 2011 r. w sprawie rezerwatu przyrody "Studnica" (Dz. Urz. Woj. Wielkopolskiego Nr 105, poz. 1765)[1][2]